# Тропрсти лењивац
Тропрсти лењивац (лат. Bradypus tridactylus) је врста сисара из подреда лењивци (Folivora), који припада реду крезубице (Pilosa). 

## Опис
Глава им је округла, нос је спљоштен, а уши мале. Удови су им дугачки, на рукама и ногама имају по три прста са великим канџама. Тело им је покривено дугим грубим длакама, дугим и до 10 центиметара, испод којих се налазе краће нежније длаке. Мужјаци достижу дужину од 45 до 50 центиметара, а женке од 50 до 75 центиметара.

## Угроженост
Тропрсти лењивац није угрожена врста, у црвеној књизи је наведено да постоји мали ризик од изумирања, јер има широко распрострањење и бројна је врста.

## Распрострањење
Ареал тропрстог лењивца покрива средњи број држава. 
Врста има станиште у Бразилу, Венецуели, Колумбији, Гвајани, Суринаму и Француској Гвајани.

## Станиште
Станиште врсте су тропске кишне шуме Јужне Америке северно од реке Амазон. 